# Guillermo Ruggia
Guillermo Ruggia (* 21. Juni 1896 in Mercedes; † 29. Juni 1971) war ein uruguayischer Politiker.
Ruggia schloss im Jahr 1927 erfolgreich seine Ausbildung zum Zahnarzt ab und ließ sich in Fray Bentos nieder. 1929 gründete er den Club José Batlle y Ordóñez sowie die Zeitung Renovación. Der promovierte Ruggia, der aktiv auf politischer Ebene mitwirkte und Mitglied der Partido Colorado war, gehörte bis 1933 der "Junta Económico-Administrativa" an und nahm dort eine Oppositionshaltung gegen die seinerzeitige uruguayische Regierung unter Gabriel Terra ein. 1942 entschied er die Wahl zum Intendente des Departamentos Río Negro zu seinen Gunsten. Vier Jahre später konnte er die Wähler von einer erneuten Mandatierung seiner Person für eine zweite Amtszeit überzeugen. Er hatte sodann als Repräsentant Río Negros in der 36. Legislaturperiode vom 15. Februar 1951 bis zum 16. April 1952, als er nach seinem Rückzug durch Gerardo Gasaniga abgelöst wurde, sowie in der 37. und 38. Legislaturperiode vom 15. Februar 1955 bis zum 28. Juni 1962 ein Titularmandat als Abgeordneter in der Cámara de Representantes inne. Im Jahr 1956 bekleidete er dabei die Position des Vierten Vizepräsidenten der Kammer. Von 1963 bis 1967 war er Direktor des INVE. Ruggias einzige Tochter ist die ehemalige Senatorin Ana María Ruggia.